# Lindsay (condado de Cooke, Texas)
Lindsay es una ciudad ubicada en el condado de Cooke en el estado estadounidense de Texas. En el Censo de 2010 tenía una población de 1.018 habitantes y una densidad poblacional de 248,92 personas por km².

## Geografía
Lindsay se encuentra ubicada en las coordenadas 33°38′32″N 97°13′11″O / 33.64222, -97.21972. Según la Oficina del Censo de los Estados Unidos, Lindsay tiene una superficie total de 4.09 km², de la cual 4.09 km² corresponden a tierra firme y (0%) 0 km² es agua.

## Demografía
Según el censo de 2010, había 1.018 personas residiendo en Lindsay. La densidad de población era de 248,92 hab./km². De los 1.018 habitantes, Lindsay estaba compuesto por el 95.48% blancos, el 0.1% eran afroamericanos, el 0.98% eran amerindios, el 1.08% eran asiáticos, el 0% eran isleños del Pacífico, el 0.79% eran de otras razas y el 1.57% pertenecían a dos o más razas. Del total de la población el 2.75% eran hispanos o latinos de cualquier raza.